# Luciano Miani
Luciano Miani (Chieti, 14 febbraio 1956) è un dirigente sportivo, allenatore di calcio ed ex calciatore italiano, di ruolo difensore e centrocampista.

## Carriera

### Giocatore
Cresciuto nelle giovanili della Juventus, Miani mosse i primi passi della sua attività agonistica nella Cremonese, in Serie C. Nei successivi anni giocò nella Ternana e nel Pisa, esperienze seguite da alcune apparizioni in maglia juventina negli impegni di Coppa Italia al termine della stagione 1977-1978. Giovan Battista Fabbri, al L.R. Vicenza, lo fece esordire in Serie A nel campionato 1978-1979; nel 1980 passò all'Udinese.

Miani (accosciato, al centro) alla Cremonese nel 1975-1976

In seguito passò alla Fiorentina; dopo l'infortunio che colpì Giancarlo Antognoni, a seguito di uno scontro di gioco con Silvano Martina, giocò di più e, schierato titolare da Giancarlo De Sisti con la maglia numero 10, collezionò 26 presenze e 4 gol nel torneo dello scudetto mancato dalla Fiorentina dopo il testa a testa con la Juventus. Miani rimase in viola fino alla stagione 1983-1984 e il suo rendimento fu condizionato da un infortunio in uno scontro di gioco con Michel Platini.
Giocò poi con Arezzo, Cagliari, Alessandria e, infine, di nuovo Vicenza.
Pur essendo principalmente un centrocampista, si adattava in molti ruoli, sia a centrocampo, sia come difensore: in pratica coprì, secondo l'usanza dell'epoca, tutti i numeri dall'1 all'11, tranne il 9. Giocò infatti anche per qualche minuto in porta in Ascoli-Udinese del 1980-81, quando il portiere Della Corna subì un infortunio e la squadra aveva terminato le 2 sostituzioni ammesse, non potendo quindi fare entrare in campo il portiere di riserva Pazzagli.

### Allenatore e dirigente
Conclusa la carriera agonistica, intraprese quella di allenatore. Ha guidato le giovanili di Venezia, Vicenza e R.C. Angolana. Ha allenato anche l'Alzano Virescit, il Trento ed il Legnano. Vanta anche una breve esperienza come allenatore del Chievo in serie B.
Nel gennaio del 2012, mentre era alla guida della Juniores, è diventato l'allenatore dell'Angolana. Ha mantenuto l'incarico fino al novembre del 2013, quando è stato esonerato. Nella stagione 2014/15 è tornato alla guida della Juniores.
Nel luglio del 2015 è diventato il responsabile dell'area tecnica del River Casale, società in cui è cresciuto calcisticamente prima di approdare alle giovanili della Juventus. Nella stagione 2016/17 ha anche ricoperto il ruolo di allenatore della prima squadra.